# Hypernaenia
Hypernaenia là một chi bướm đêm thuộc họ Noctuidae.